# سیستم تولید حلقه بسته
سیستم‌ تولید حلقه بسته (Closed-loop production system) تلاش می‌کند تا با بهبود همزمان اهداف اقتصادی و زیست‌محیطی، به سمت پایداری حرکت کند. بسیاری از تأثیرات منفی زیست‌محیطی، مانند تولید ضایعات، مصرف انرژی، و آلودگی های حاصل از فرآیندهای حمل‌ونقل و بسته‌بندی، می‌توانند با استقرار سیستم‌ تولید حلقه بسته توسط شرکت‌ها کاهش یابند.

## ویژگی‌های سیستم‌ تولید حلقه بسته
بازگشت مواد به چرخه تولید: مواد و محصولات مصرف‌شده جمع‌آوری می‌شوند و دوباره به فرآیند تولید بازمی‌گردند
حداقل‌سازی ضایعات: به‌جای دفع مواد در محیط‌زیست، این مواد بازسازی، بازیافت یا استفاده مجدد می‌شوند
پایداری محیط‌زیست: سیستم‌ حلقه بسته با کاهش استفاده از منابع طبیعی و جلوگیری از تولید زباله به توسعه پایدار کمک می‌کند
اقتصاد چرخشی: این مفهوم در ارتباط تنگاتنگ با اقتصاد چرخشی است که هدف آن حفظ ارزش محصولات و مواد در طولانی‌ترین زمان ممکن است

## مراحل اصلی در سیستم‌ تولید حلقه بسته

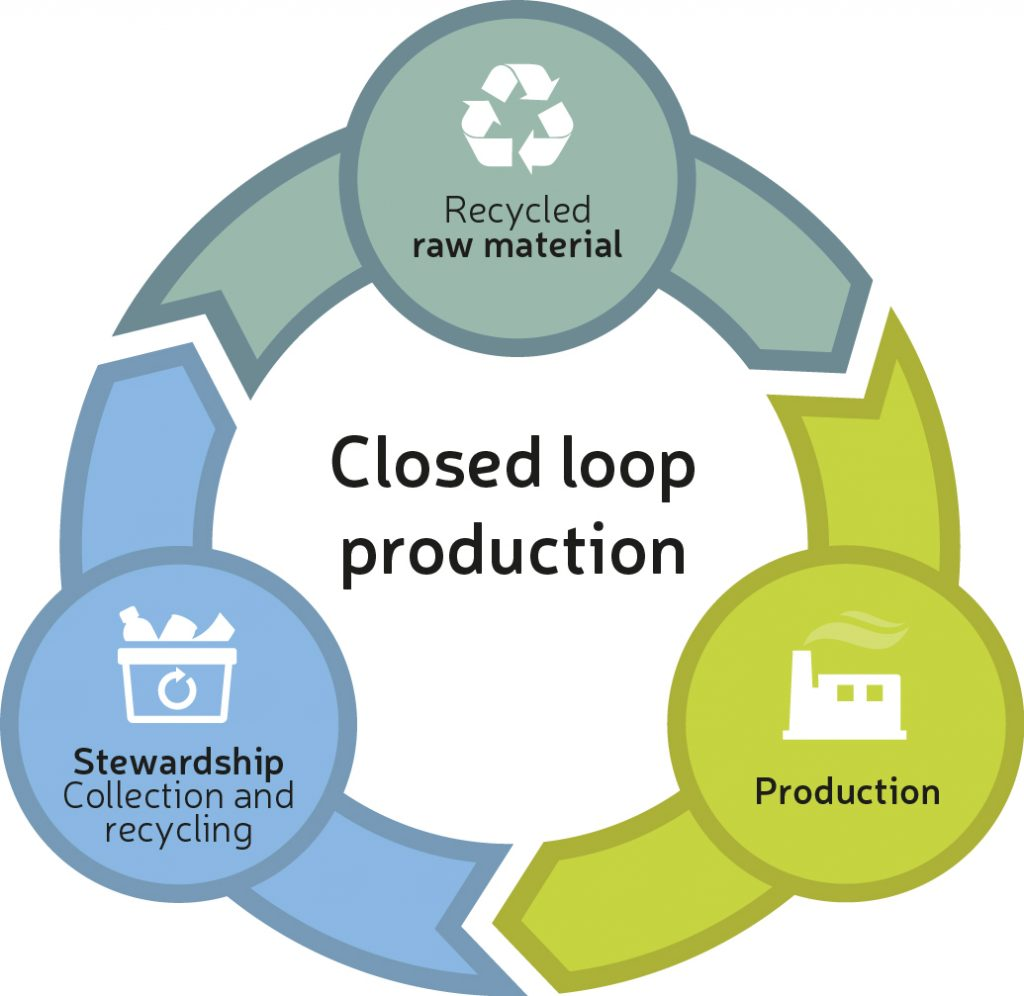
مراحل سیستم تولید حلقه بسته

جمع‌آوری: محصولات مصرف‌شده جمع‌آوری و به مرکز بازیافت یا تولید بازگردانده می‌شوند
بازیافت و بازسازی: مواد و قطعات بازیافت شده و برای استفاده مجدد یا تولید محصولات جدید آماده می‌شوند
تولید مجدد (Remanufacturing): قطعات و محصولات که قابلیت استفاده مجدد دارند، بازسازی و به چرخه تولید بازمی‌گردند
عرضه دوباره: محصولات جدید تولیدشده از مواد بازیافتی به بازار عرضه می‌شوند

## کاربردهای سیستم‌ تولید حلقه بسته
ماشین‌کاری دقیق مانند فرزکاری و تراشکاری
پردازش تخلیه الکتریکی (EDM)
صنایع بازیافت و تولید پایدار که به چرخه عمر محصول توجه دارند
خطوط تولید خودکار که از حسگرها و فناوری‌های هوشمند برای جمع‌آوری و استفاده از بازخورد استفاده می‌کنند

## مثال‌هایی از سیستم‌ تولید حلقه بسته

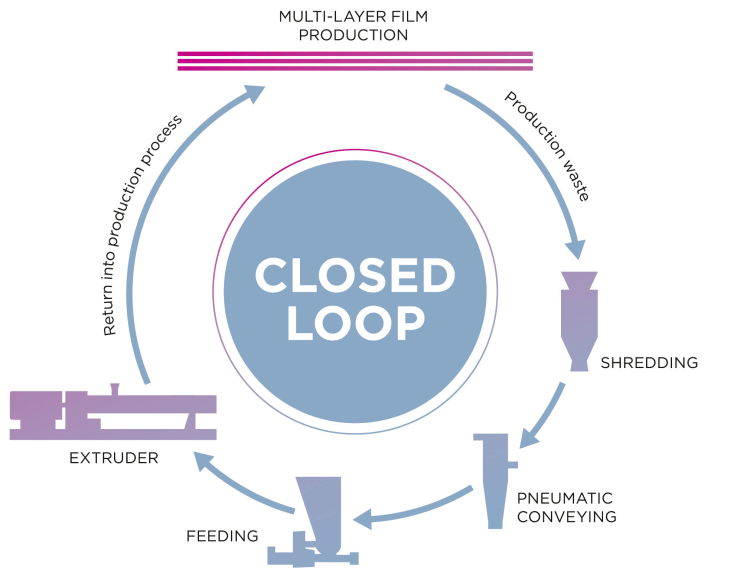
مثالی از سیستم تولید حلقه بسته

صنعت خودروسازی: شرکت‌های خودروساز قطعات خودروهای فرسوده را بازیافت و در تولید خودروهای جدید از آن‌ها استفاده می‌کنند.
مثال: BMW و Toyota در استفاده از مواد بازیافتی و بازسازی قطعات پیشرو هستند.
صنعت الکترونیک: بازیافت فلزات و قطعات الکترونیکی از گوشی‌ها و لپ‌تاپ‌های قدیمی برای تولید محصولات جدید
مثال: Apple برنامه‌های بازیافت خود را برای جمع‌آوری و استفاده مجدد از قطعات توسعه داده است
بسته‌بندی و پلاستیک: استفاده از پلاستیک‌های بازیافتی برای تولید دوباره بطری‌ها و بسته‌بندی‌ها
مثال: شرکت‌هایی مانند Coca-Cola از مواد بازیافتی برای تولید بطری‌ها استفاده می‌کنند

## مزایای سیستم‌ تولید حلقه بسته
کاهش هزینه‌های مواد اولیه
کاهش اثرات زیست‌محیطی و انتشار کربن
بهبود پایداری و مسئولیت اجتماعی شرکت‌ها
کمک به ایجاد یک اقتصاد پایدار و چرخشی

## معایب سیستم‌ تولید حلقه بسته
هزینه‌های بالای پیاده‌سازی
پیچیدگی فرآیند
وابستگی به فناوری و داده‌ها
زمان‌بر بودن فرآیند